# Live Quartz
Live Quartz è un album live del gruppo heavy metal britannico Quartz, pubblicato nel 1980 per l'etichetta discografica Reddingtons Rare Records.

## Il disco
Nell'esibizione live che costituisce l'album i Quartz propongono, tra i vari brani, anche due cover (i brani Good Times Tonight degli Easybeat e Roll Over Beethoven di Chuck Berry) e due tracce inedite (Count Dracula e Belinda). Questi ultimi due brani saranno pubblicati anche come singoli promozionali dell'album contenenti come lato B altre tracce inedite mai pubblicate negli album seguenti.

## Tracce
1. Street Fighting Lady – 4:20
2. Good Times Tonight – 3:36
3. Mainline Riders – 3:32
4. Belinda – 5:42
5. Count Dracula – 8:43
6. Around & Around – 6:30
7. Roll Over Beethoven – 5:45

## Formazione
- Mike Taylor - voce
- Mick Hopkins - chitarra
- Derek Arnold - basso
- Malcolm Cope - batteria

### Altri musicisti
- Mike Billingham - tastiere[2]